# Fuamnach
Fuamnach ['fuamnax], auch Fúamnach, ist in der keltischen Mythologie Irlands eine Angehörige der Túatha Dé Danann.

## Mythologie
Fuamnach ist in der Erzählung Tochmarc Étaíne die Tochter oder Enkelin Iarbonels, die Pflegetochter Bresals und die erste Gattin Midirs. Als sich Midir in Étaín verliebt, versucht sie mit ihren Zauberkräften, diese zu vernichten. Sie verwandelt ihre Rivalin in ein ätherisches Wesen, dann in ein Möwe und schließlich in eine Biene, die alle vom Wind davongetragen werden. Nach mehreren verwickelten, Jahre dauernden Ereignissen wird Fuamnach schließlich von Oengus mac Og, der Étain gerettet hat und sie liebt, enthauptet.
Der Name Fuamnach soll sich vom Wort fumain („Kopf-, Halstuch“) herleiten, das der Trägerin ihre Zauberkraft verleiht.